# نوکمرکلی گونه‌گون
نوکمرکلی گونه‌گون (نام علمی: Daphoenositta chrysoptera) نام یک گونه از سرده نوکمرکلی‌ها است.